# Normani (zpěvačka)
Normani Kordei (* 31. května 1996 Atlanta) je americká zpěvačka, známá především jako členka dívčí skupiny Fifth Harmony.

## Životopis
Narodila se v Atlantě ve státě Georgie, vyrůstala v New Orleans. Je dcerou Derricka a Andrey Hamiltonové. Má dvě starší nevlastní sestry. Při pobytu v New Orleansu navštěvovala školu Trinity Episcopal School. Po hurikánu Katrina v roce 2005 se s rodinou přestěhovala do Houstonu v Texasu. Jako malá soutěžila v tanečních, gymnastických a kosmetických soutěžích.

## Začátek kariéry a Fifth Harmony
Normani se v roce 2012 zúčastnila druhé sezóny X Factoru USA s písní Chain of Fools od Arethy Franklin. V rámci soutěže se spojila s Ally Brooke Hernandez, Dinah Jane Hansen, Lauren Jauregui a Camilou Cabello. Jako skupina Fifth Harmony se dostaly až do finále a skončily na třetím místě.

## Sólová Kariéra
V roce 2015 vydala Normani dvě taneční videa na svém kanálu YouTube. Od února 2016 do ledna 2017 Normani vydala covery několika písní. Normani soutěžila v sezóně 24 v soutěži Dancing with the Stars od března do května 2017, vedle svého tanečního partnera, profesionálního tanečního tanečníka Valentina Chmerkovského. Dostali se do finále, kde skončili na třetím místě. Účinkovala v klipu k písni od Khalida s názvem Young Dumb & Broke. Později potvrdila, že ona a Khalid pracují na nových nápadech písní.
14. února 2018, Normani a Khalid vydali píseň Love Lies, která je součástí soundtracku k filmu Já, Simon. S písní vystoupili v roce 2018 v pořadu The Tonight Show a na Billboard Music Awards. V dubnu 2018 bylo oznámeno, že Normani podepsala smlouvu s Keep Cool/RCA Records pro své sólové debutové studiové album. Hudebně spolupracovala s Missy Elliott. Billboard potvrdil, že Normani spolupracuje s Calvinem Harrisem a Kehlani. V srpnu 2018 vydala Jessie Reyez její píseň Body Count s Kehlani a Normani. Normani nazpívala píseň Swing se zpěváky Davido a Quavo. 22. října 2018 Normani a Calvin Harris vydali dvě písně s názvem Checklist a Slow Down jako součást EP Normani x Calvin Harris. 15. listopadu vydala píseň Waves se 6LACK. Ve svém rozhovoru s Beats 1 Normani řekla, že její debutové album ponese název číslem. V prosinci 2018 oznámila, že pracuje s Pharellem Williamsem na hudbě pro její album. 11. ledna 2019 vydala píseň se Samem Smithem, která se jmenuje Dancing With A Stranger. 12. února vyšel klip k písni Waves. 13. března vystoupili Normani a 6LACK v pořadu The Tonight Show s písní Waves. 1. května měla vystoupit společně se Samem Smithem na předávání hudebních cen Billboard Music Awards 2019, ale vystoupení bylo zrušeno kvůli zdravotním problémům Sama Smithe. Od března 2019 byla předskokankou pro Arianu Grande v rámci turné Sweetener World Tour.

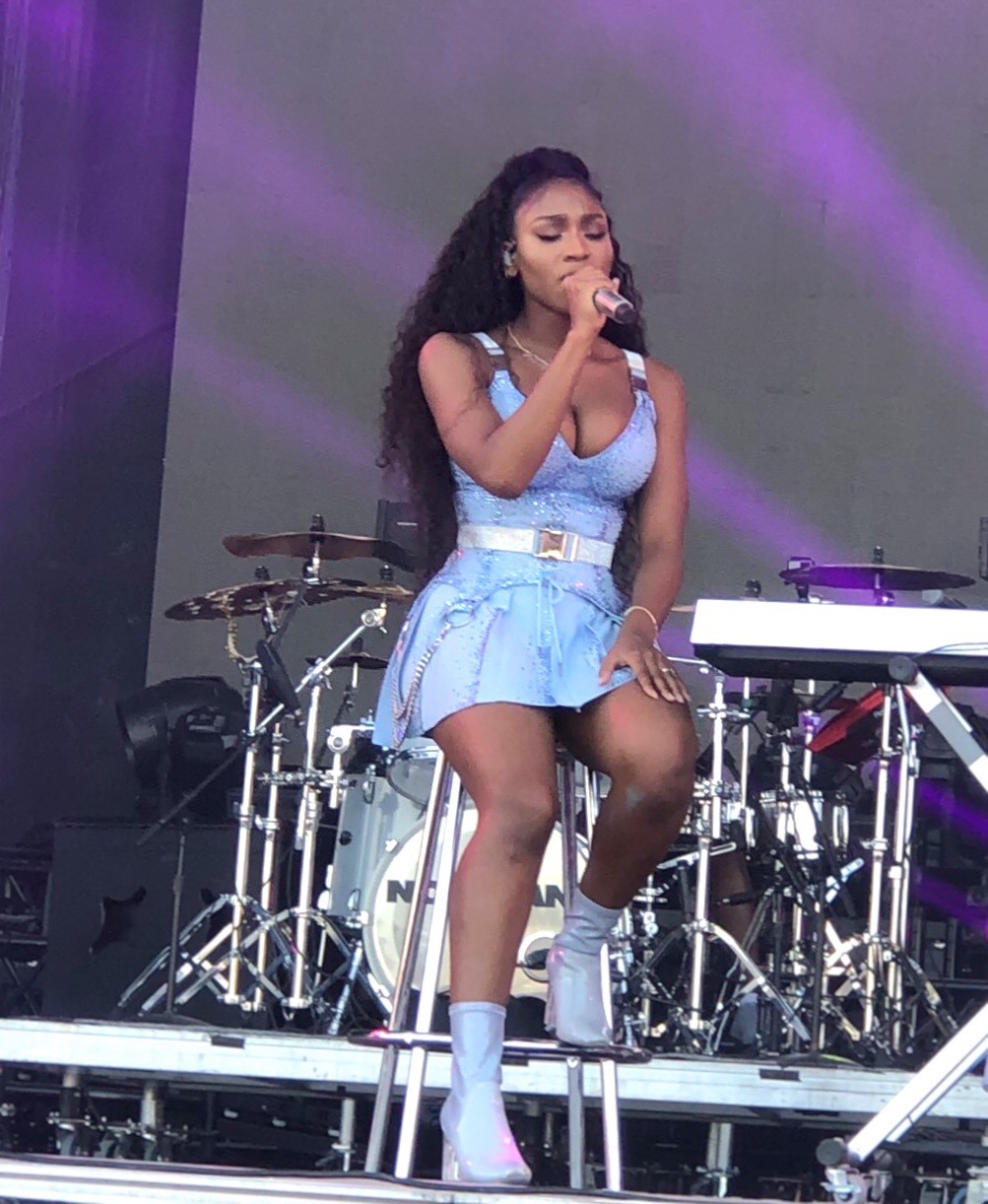
Normani vystupující v srpnu 2019

Singl Motivation, na kterém se textařsky podílela i Ariana Grande, vyšel v srpnu 2019. Jedná se o její první sólový singl. Píseň zazpívala v srpnu na předávání hudebních cen MTV Video Music Awards, kde také vyhrála s písní Waves cenu za nejlepší R&B. Motivation byla nominována na cenu Soul Train Music Award za nejlepší taneční představení. V září 2019 Normani oznámila, že její debutové album bude vydáno v roce 2020. Normani spolupracovala s Arianou Grande a Nicki Minaj na písni Bad to You pro soundtrack filmu "Charlie's Angels".

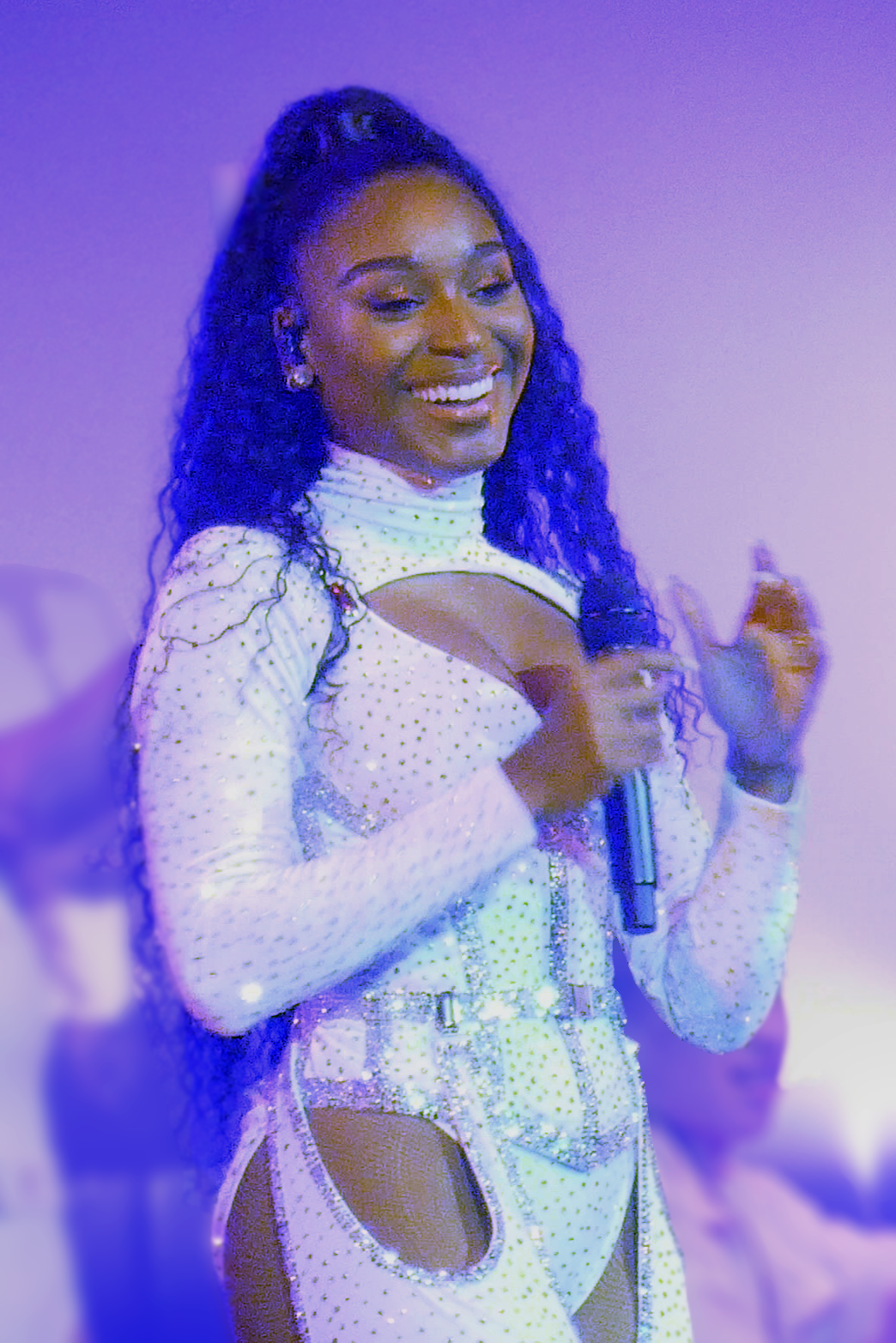
Normani vystupující na akci "FLZ Jingle Ball" koncem roku 2019

V lednu 2020 Normani spolupracovala s Megan Thee Stallion na hlavní písni Diamonds soundtracku k filmu "Birds of Prey".